# Carl Magnus Stuart

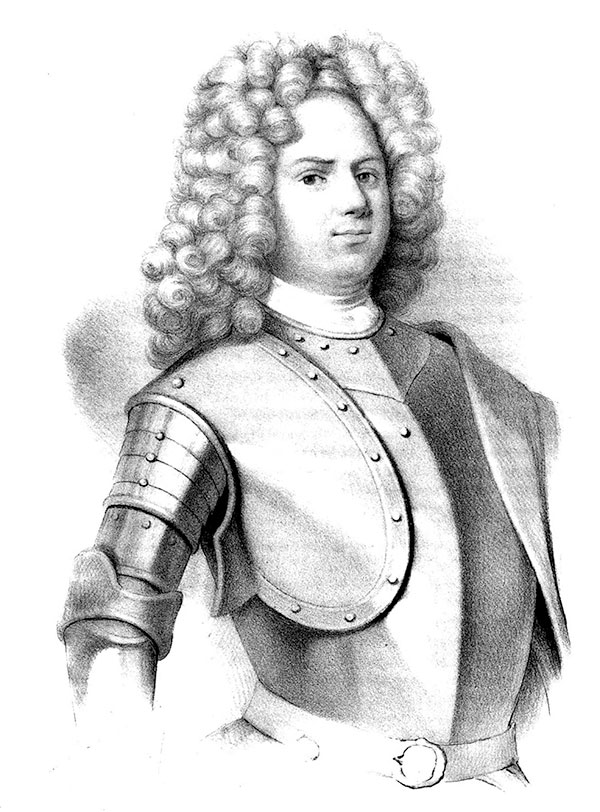
Carl Magnus Stuart

Carl Magnus Stuart (* um 1650; † 5. Dezember 1705 in Stockholm) war ein schwedischer Baron und Generalleutnant. Außerdem war er Generalquartiermeister und Festungsbaumeister.

## Familie
Carl Magnus Stuart war der jüngste Sohn von David Stuart von Rockelstad, einem Schloss in der schwedischen Gemeinde Flen, in der Provinz Södermanlands län gelegen. Seine Mutter war die Tochter von Nils Chesnecopherus, ihr Name war Brita Nilsdotter Lillieram.
Im Jahre 1683 erwarb Stuart einen Bauernhof in der schwedischen Gemeinde Öknebo (Södermanland Län). In der Folge erwarb er Land in den Gemeinden Farsta (heutiger Stadtteil von Stockholm) und Botkyrka. Darüber hinaus erbte er nach dem Tod seiner Mutter deren Familienbesitz im Stockholmer Stadtteil Långbro.
Stuart heiratete im Jahre 1688 die erst 15-jährige Margaret Funck, Tochter von Johann Funck, einem schwedischen Mineralogen und Bergmann. Die Hochzeit fand in der Stockholmer Sankt Nikolai kyrka statt.
In der Ehe wurden vier Kinder geboren. Der älteste der beiden Söhne wurde Offizier in der schwedischen Armee. Die älteste Tochter heiratete im Jahre 1705 den Herrn Magnus Palmquist, der nach dem Tod von Stuart zum Generalquartiermeister der schwedischen Festungen ernannt wurde. Über die beiden jüngeren Kinder ist nichts bekannt.

## Militärische Laufbahn
Die militärische Laufbahn begann Stuart in England. Im Jahre 1669 trat er in die Garde des englischen Königs ein. Zwei Jahre später kehrte er nach Schweden zurück und wurde als Hofjunker an den schwedischen Königshof berufen. Er begann mit einem Studium der Mathematik und Architektur (Festungsbau). Im Jahre 1675 wurde er zum Leutnant im Festungsbau ernannt. Unter den Vorgaben des Festungsbaumeisters Erik Dahlberg führte er die Instandsetzung der Verteidigungsanlagen in den Provinzen Södermanland und Östergötland durch. Im Jahre 1676 führte er bei weiteren Befestigungsanlagen Umbau- und Verstärkungsarbeiten durch. Auch die Verstärkung der Verteidigungsanlagen des königlichen Schloss Johannisborg zählte zu diesen Aufgaben. Im selben Jahr wurde er zum Hauptmann ernannt.
Im Jahre 1677 wurde er mit der Verbesserung der Verteidigungsanlagen der Hauptstadt Stockholm beauftragt. Zwischen 1677 und 1680 unternahm Stuart eine Studienreise nach England und Holland. Hier erwarb er umfassende Kenntnisse im Bau von Hafenanlagen und deren Befestigung.
Bei der Erbauung der Festung und Stadt Karlskrona im Jahre 1680 wurde Stuart mit der Planung und dem Bau der Hafenanlagen und einer Werft beauftragt.
Im Jahre 1682 wurde er zum Generalquartiermeisterleutnant ernannt und nahm am österreichischen Feldzug gegen die Türken im Jahre 1685 teil. Im Anschluss an den Feldzug unternahm Stuart eine weitere Studienreise nach Italien, in die Schweiz und die Niederlande.
Nach seiner Rückkehr im Jahre 1687 wurde er beauftragt, gemeinsam mit David Lydinghielm, einem Artillerieoffizier und Baumeister, die Befestigungsanlagen der Festung Göteborg zu verstärken.
Im Jahre 1689 wurde er zum Kammerherrn des Königs ernannt und Lehrer des jungen Prinzen und späteren Königs Karl XII. Er unterrichtete ihn in Mathematik und Festungswissenschaften. Ein wichtiger Bestandteil des militärischen Unterrichtes war auch das Zeichnen von Befestigungsanlagen und Festungen, um deren militärischen Nutzen besser zu verstehen. Zwischen Karl XII. und Stuart entstand ein freundschaftliches Verhältnis. Zeit seines Lebens nahm der König die Ratschläge seines früheren Lehrers sehr ernst.
Im Jahre 1695 überarbeitete er den Entwurf zum Umbau der Festungsanlagen in Göteborg und senkte dadurch die Baukosten enorm. Während der Abwesenheit von Dahlberg wurde er mit der Überwachung der Festungen in Schweden beauftragt. Im Jahre 1697 wurde er zum Generalquartiermeister und Oberst ernannt.
Im Jahre 1698 entwarf er neue Verteidigungsanlagen für die Festungen in Vaxholm und Nyen, die Nyenschantz. Im selben Jahr wurde er von Karl XII. nach Schleswig-Holstein entsandt, um die Verteidigungsanlagen und Festungen zu inspizieren.
Den Winter 1699/1700 verbrachte er in Livland, um ebenfalls auf königlichen Befehl die Festungen zu inspizieren. Durch den Ausbruch des Nordischen Krieges wurde er zum Generalquartiermeister im Feld ernannt. Er führte die Verhandlungen mit den britischen und niederländischen Admirälen über den Angriff auf Kopenhagen. Obwohl seine Planung vom König bewilligt wurde und Stuart mit den Vorbereitungen begann, wurde sein Plan nicht umgesetzt.
Stuart erarbeitete den Angriffsplan zur Eroberung der dänischen Insel Seeland. Nachdem die Landung bei Humlebæk geglückt war, ernannte der König Stuart zum Generalmajor. Während der Landung wurde Stuart durch eine Musketenkugel verwundet. In einem Lazarett in Malmö plante er trotz seiner Verwundung die Belagerung der dänischen Hauptstadt Kopenhagen.
Im Jahre 1701 erarbeitete er gemeinsam mit Dahlberg den Übergang über die Düna. Am 2. Juli landete er an der Spitze des königlichen Leibregimentes zu Pferd am Ostseestrand von Livland. Des Weiteren stand das Regiment der Provinz Västerbottens län unter seinem Kommando. Er nahm mit diesen beiden Regimentern an mehreren Kämpfen gegen die Sächsische Armee teil.
Nach der Eroberung von Kurland wurde er 1702 zu dessen Gouverneur ernannt. Er erstellte eine Landkarte von Kurland mit den Provinzen Pilten und Semgallen. In seiner noch immer bestehenden Position als Generalquartiermeister in Festungsangelegenheiten veranlasste er die Verstärkung der Festungen von Mitau, Bauske, Libau und Selburg.
Nach dem Tod von Erik Dahlberg im Jahre 1703 war Stuart allein verantwortlich für alle Befestigungsanlagen im schwedischen Reich. Er wurde zum Generalleutnant befördert und in den Freiherrenstand erhoben.
Aus gesundheitlichen Gründen zog er sich von Dezember 1703 bis in das Frühjahr 1704 in die Heilbäder der deutschen Städte Aachen und Bad Ems zurück.
Im Jahre 1705 entwarf er die Verteidigungsanlagen um die Festungen von Stralsund und Reval. Des Weiteren erarbeitete Stuart Pläne zur Verteidigung des Åland-Archipels.
Zeit seines Lebens engagierte sich Stuart für die Einführung einer Festungsoffizierslaufbahn innerhalb der schwedischen Armee. Im Jahre 1699 veröffentlichte er eine überarbeitete Version des Festungsreglements aus dem Jahre 1635. Das Reglement für diese Offizierslaufbahn wurde von Stuart komplett überarbeitet. Die Anforderungen an die zukünftigen Festungsoffiziere waren: Schönschreiben, Rechnen, Kenntnisse in Zivil-Architektur, Artilleriegrundkenntnisse usw. Der Ausbildungsbeginn der Offiziere wurde in den Winter verlegt. In der dunklen Jahreszeit wurde hauptsächlich Grundlagenarbeit betrieben. Im Sommer wurden praktische Fähigkeiten, z. B. Geländezeichnen, Festungszeichnungen u. ä., geübt. Ebenfalls waren die genauen Beförderungsanforderungen an die Offiziere von Stuart überarbeitet worden. Wer vom Leutnant zum Hauptmann befördert werden wollte, musste in der Lage sein, die genauen Gelände- und Bodenverhältnisse auf seinen Zeichnungen wiederzugeben. Außerdem musste er in der Lage sein, einen Lageplan einer ihm zuvor unbekannten Stadt zu zeichnen. Um noch höher befördert zu werden, musste der Offizier ebenfalls in der Lage sein, die benötigten Baumaterialien und erforderlichen Arbeitskräfte zum Bau einer Redoute oder Festung zu kalkulieren. Stuart setzte in einem Reglement neue Maßstäbe im Festungsbau. Durch seine Arbeit wurden in der Folge viele Festungen überarbeitet und verbessert.
Seine letzte Reise trat Stuart im Herbst 1705 an. Bereits von seiner Krankheit gezeichnet, fuhr er nach Stockholm, um dem schwedischen König von den Fortschritten der Arbeiten an der Festung Reval zu berichten. Ende November 1705 verschlechterte sich sein Zustand rapide und er verstarb mit nur 55 Jahren am 5. Dezember 1705 in Stockholm.

## Nachlass
Trotz seines enormen Arbeitspensums und der vielen Zeichnungen der einzelnen Festungen und Anlagen blieben bis heute nur wenige dieser Zeichnungen erhalten. Diese werden im schwedischen Reichsarchiv aufbewahrt.